# Уолтем (Массачусетс)
Уо́лтем (англ. Waltham) — город на северо-востоке США, в штате Массачусетс, западный промышленный пригород Бостона.
По данным переписи 2010 года численность населения составляет 60 632 жителей.
В городе расположены два высших учебных заведения — университет Брандейса и университет Бентли.
Также в городе размещены штаб-квартиры одной из крупнейших компаний военно-промышленного комплекса США Raytheon, издательства Morgan Kaufmann Publishers, производителя роботов Boston Dynamics и разработчика программного обеспечения для электросвязи NetCracker. Также в городе располагаются предприятия лёгкой промышленности, по производству часов, научных приборов, электронного и измерительного оборудования.

## Известные люди
- Дина Кастор — легкоатлетка.
- В городе некоторое время жила и работала скульптор Эмма Кадваладер-Гуилд.
- Ф. Ли Бэйли[англ.] — американский адвокат